# 中江要介
中江 要介（なかえ ようすけ、1922年12月30日 - 2014年3月6日）は、日本の外交官。駐中華人民共和国大使などを務めた。位階は従三位。

## 人物
1922年（大正11年）、大阪府生まれ。北野中学校、旧制第三高等学校を経て、京都大学法学部卒業、外務省に入省。チャイナ・スクールと誤解されることが多いが、実際はフランス語研修を受けたフレンチ・スクールで、条約局と国連外交が長い。
若い頃は演劇青年で学徒動員の経験をもち、「霞完（かすみ かん）」のペンネームでバレエの台本を執筆しており、『いのち』は東京とベオグラードにおいて、『動と静』は東京とカイロにおいて、『蕩々たる一衣帯水』は東京と北京において、それぞれ上演された。著書に『中国の行方－残された社会主義大国』『日中外交の証言』、自伝的なエッセイ集として『らしくない大使のお話』があり、みずからの人生を振り返りつつ、数々の外交秘話を紹介している。
2014年3月6日、老衰のため死去。91歳没。

## 靖国参拝を巡る逸話
総理大臣の靖国参拝を巡って日中の間で議論になっていた折、総書記の胡耀邦が「もう靖国神社の問題は両方とも言わないことにしよう。靖国の問題というのは、黙って八十五年でも百年でも両方で騒がずに静かにして自然消滅を待つのが一番いい」と言ったのに対し、中江は「もし今黙っちゃったら、日本ではああ、もうあれでよかったんだと思ってしまう人が出るかもしれない」などと、中国側に靖国問題を問題視し続けるよう促したことを、自ら国会で明らかにしている。

## 経歴
- 1947年京都大学法学部卒、外務省入省。
- 1952年5月 在フランス大使館
- 1954年8月 条約局
- 1958年11月 在ブラジル大使館
- 1961年8月 国連代表部
- 1964年5月 条約局法規課長
- 1967年8月 在ヴェトナム大使館公使
- 1969年5月 在フランス大使館公使（ユネスコ常駐代表）
- 1971年8月 アジア局外務参事官
- 1974年3月 アジア局次長
- 1975年9月 アジア局長
- 1978年11月 駐ユーゴスラヴィア特命全権大使
- 1982年7月 駐エジプト特命全権大使（南イエメン兼轄）
- 1984年6月 駐中華人民共和国特命全権大使
- 1987年10月 原子力委員会委員
- 2014年3月6日 老衰のため死去[5][6]。91歳没。没後、従三位に追叙された[7]。

- その他、三菱重工業株式会社社長室顧問、社団法人日中友好協会副会長、日本日中関係学会会長なども歴任。

## 著書
- 『中国の行方―残された社会主義大国  明日の日中関係が世界の潮流を変える』KKベストセラーズ 、1991年9月。ISBN 4584181209
- 『らしくない大使のお話』読売新聞社、1993年2月。ISBN 4-643-93007-1
- 『アジア人の戦後50年―共通認識を求めて』亜細亜大学アジア研究所、1996年5月。ISBN 4900521108
- 『日中外交の証言』蒼天社出版、2008年3月。ISBN 4901916238